# Paid in Error
Paid in Error (Pago por error) es una película de comedia británica de 1938 dirigida por Maclean Rogers y protagonizada por George Carney, Lillian Christine y Tom Helmore. Un hombre recibe erróneamente una gran suma de dinero del banco.

## Elenco
- George Carney como el panadero.
- Lillian Christine como Joan Atherton.
- Tom Helmore como Jimmy Randle.
- Marjorie Taylor como Penny Victor.
- Googie Withers como Jean Mason.
- Molly Hamley-Clifford como la señora Jenkins.
- Jonathan Campo como Jonathan Green.
- Aubrey Mallalieu como George.